# Tephrina univirgaria
Tephrina univirgaria är en fjärilsart som beskrevs av Paul Mabille 1880. Tephrina univirgaria ingår i släktet Tephrina och familjen mätare. Inga underarter finns listade i Catalogue of Life.